# 김연건 (1996년)
김연건(金然健, 1996년 10월 18일 ~ )은 대한민국의 기업인이며 경기대학교 연구교원이다.

## 학력
- 경기대학교 창의공과대학 건축공학과 학사
- 경기대학교 공학대학원 건축안전공학 석사
- 경기대학교 대학원 건설안전학 박사수료

## 소속
- 2021.03 ~ 주식회사 HY 종합 건축 사무소 대표이사
- 2023.12 ~ 경기대학교 재난안전연구소 연구교원
- 2025.04 ~ 국민의힘 중앙위원회 직능국 청년분과 부위원장

## 수상
- 2008년 경기도교원단체 총연합회장 표창
- 2021년 화성동탄경찰서장 표창
- 2023년 사단법인 한국재난정보학회 정기학술대회 '위험사회 재해경감을 위한 안전확보방안' 우수논문상
- 2023년 사단법인 한국재난정보학회 국제세미나 '2023년 한중일미 재난경감 국제세미나 및 석박사연구자 논문발표대회' 우수논문상

## 논문
- 2021년 건설현장의 재해용인이 안전문화에 미치는 영향요인
- 2022년 건설현장의 재해요인과 안전문화의 관계분석
- 2023년 시설물 유지관리 작업을 위한 위험성평가 체크리스트 개발연구
- 2023년 건설관계자의 위험인식이 작업환경과 안전문화에 미치는영향
- 2024년 Effective Concrete Failure Area for SC Structures Using Stud and Tie Bar Under Performance Tests